# Zentralverband Hartwarenhandel
Der Zentralverband Hartwarenhandel e.V. (ZHH), bis 1995 Fachverband des deutschen Eisenwaren- und Hausrathandels e.V. (FDE), ist ein Fachverband des deutschen Handels mit Ausrichtung auf den mittelständischen Hartwarenhandel.

## Geschichte
1898 wurde der Verband unter dem Namen Verband Deutscher Eisenwarenhändler (VDE) in Mainz gegründet, aus einer Fusion von drei Verbänden. Der VDE vereinte den Mainzer Süddeutscher Eisenhändlerverband, dessen Präsident Carl Schmahl die Präsidentschaft des VDE übernahm, mit dem Verband Westdeutscher Kaufleute der Haus- und Küchengeräte und Eisenwarenbranche Köln und dem Verband der Interessenten der Haushaltungs- und Eisenwarenbranche Norddeutschland. 
1935 wurde er durch politischen Zwang zum Vertragsverband deutscher Eisenwarenhändler, erst 1946 wurde der VDE in rechtlich selbständiger Form wiedergegründet. 1954 erfolgte die Umbenennung in Fachverband des deutschen Eisenwaren- und Hausrathandels e.V. (FDE). 1995 Annahme der aktuellen Benennung in den Zentralverband Hartwarenhandel (ZHH). 
1998 trat der ZHH aus dem Hauptverband des Deutschen Einzelhandels (HDE) aus und wurde Gründungsmitglied der Arbeitsgemeinschaft Mittelständischer Fachverbände (AMF).

### Mitgliederentwicklung
Betriebe des Hartwarenhandels nimmt der ZHH wie alle AMF-Verbände unmittelbar als Mitglieder auf, d. h. nicht vermittelt etwa über regionale Einzelhandelsverbände.
- 1899: ca. 600
- 1904: 2.467
- 1959: ca. 4.500

### Präsidenten
1. 1898–1922 Kommerzienrat Carl Schmahl, Mainz
2. 1922–1932 Senator Franz May, Bremen
3. 1933–1940 Hermann Krücken, Krefeld
4. 1940–1945 Dr. Anton Mettenheimer, Frankfurt/Main
5. 1946–1955 Heinrich Gahrns, Goslar
6. 1956–1970 Karl Wirth, Hamburg
7. 1970–1981 Georg Dengel, Wiesbaden
8. 1981–1998 Dr. Georg Hungerkamp, Bocholt
9. seit 1998 Dr. Paul Kellerwessel, Köln

## Partnerwahl des Fachhandels
Seit 1990 führt der ZHH die Partnerwahl des Fachhandels durch, welche eine in der Branche allgemein anerkannte Orientierungshilfe für den Handel und die Industrie darstellt. Hersteller und Lieferanten werden dabei in den Kategorien Fachhandelstreue, Preispolitik, Aktualität ihrer Produkte und ihrem Reklamationsverhalten bewertet und die Sieger zu besonderen Anlässen geehrt, z. B. der Ambiente (Messe) oder der Internationalen Eisenwarenmesse.

## Organisation

### Gliederung
Der ZHH verfügt über 16 Landesgruppen und acht Arbeitskreise und Verbände. Alle ZHH-Mitglieder sind gleichzeitig Mitglieder eines oder mehrerer dieser Arbeitskreise bzw. Fachverbände:
- Arbeitskreis Baubeschlag im ZHH (AKB)
- Arbeitskreis Werkzeuge im ZHH (AKW)
- Bundesverband Mittelständischer Küchenfachhandel im ZHH (BMK)
- Fachverband des Deutschen Eisenwaren- und Hausrathandels im ZHH (FDE)
- Fachkreis Hausrat/GPK im ZHH (FHG)
- Bundesverband Produktionsverbindungshandel im ZHH (multitec)
- Verband der Motoristen im ZHH (VdM)
- Fachverband des Hartwarenhandels (FDE) Berlin und Brandenburg Unternehmens- und Arbeitgeberverband e.V.

### Gesellschaften und Beteiligungen
- Akademie Bauen & Wohnen
- ZHH Bildungswerk gemeinnützige GmbH
- Eisenwaren-Zeitung GmbH
- AGM-Zert GmbH
- ZHH Dienstleistung GmbH